# Maquinista
Um maquinista é um profissional que se ocupa da condução e manutenção de máquinas. 
O termo aplicava-se tradicionalmente aos operadores de máquinas a vapor marítimas e ferroviárias. Os profissionais que desempenhavam funções semelhantes em motores de combustão interna eram designados "motoristas". Essa separação, no entanto, tem tendência a desaparecer.
Em alguns países é comum designar os maquinistas como "mecânicos" ou "engenheiros", termos que nos países e territórios de Língua Portuguesa se referem a outras profissões.

## Marinha mercante

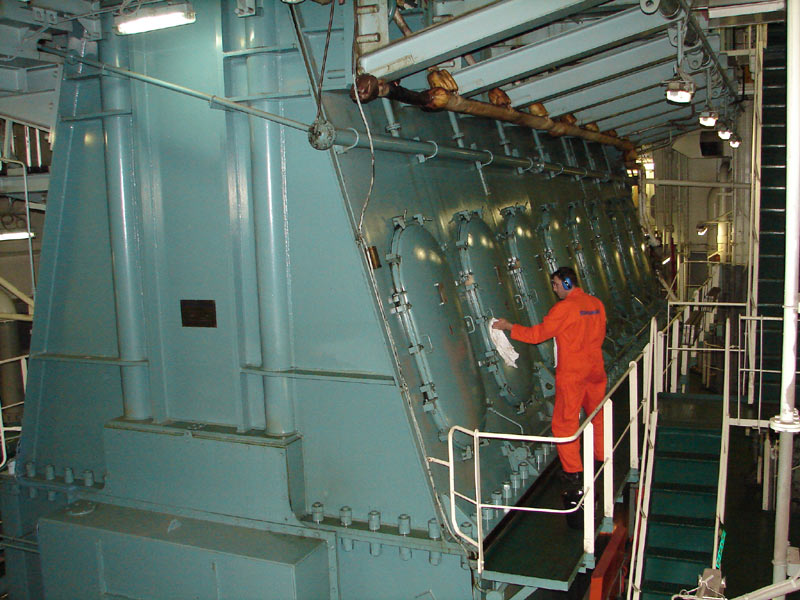
Maquinista do moderno navio-tanque Algarve.

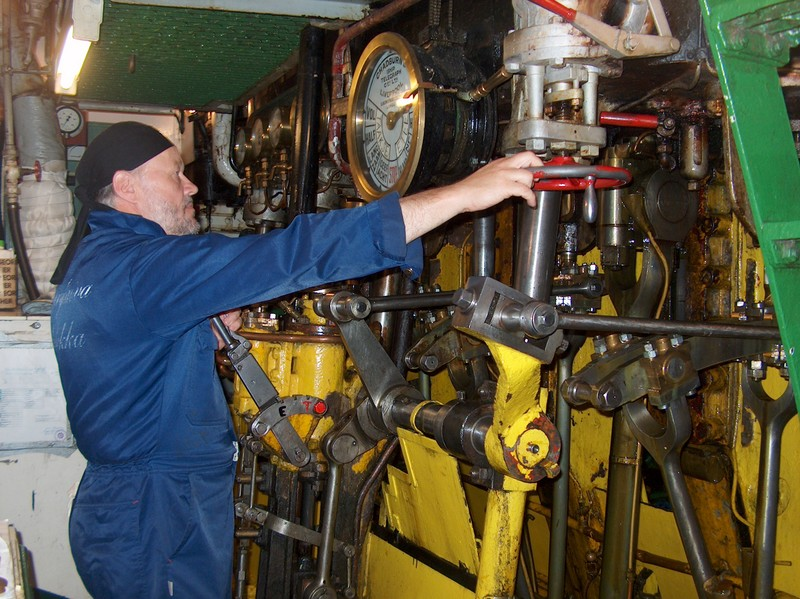
Maquinista do antigo navio a vapor Ukkopekka.

Na marinha mercante, o termo maquinista pode referir-se tanto aos oficiais como aos subalternos da secção de máquinas/seção de máquinas. O pessoal de ambos os escalões ocupa-se da condução e da manutenção dos sistemas de propulsão e de produção de energia a bordo de uma embarcação. Os oficiais maquinistas, normalmente, ocupam-se dos sistemas de propulsão mais potentes e complexos, podendo também ser responsáveis pelo estudo científico da concepção e reformulação daqueles sistemas.
Os maquinistas podem ser especialistas em um ou mais tipos de sistemas de propulsão marítima, incluindo as máquinas a vapor, os motores de combustão interna, as turbinas a gás e outros.
Compete aos maquinistas práticos e condutores de máquinas a regulação, condução e reparação das máquinas propulsoras a bordo das embarcações. No âmbito das suas funções, preparam as máquinas, inspecionam-nas e verificam o seu funcionamento, conduzem as máquinas durante o percurso, monitorizando-as e fazendo variar o seu regime de funcionamento a fim de permitir a manobra, detetam eventuais anomalias mecânicas ou elétricas, reparando-as sempre que possível, coordenam e executam a beneficiação, limpeza, lubrificação e outras atividades de manutenção do equipamento e zelam pela existência de combustíveis, lubrificantes e outros consumíveis necessários à operação e manutenção das máquinas.
Em Portugal, os oficiais maquinistas são formados na Escola Náutica Infante D. Henrique. A sua carreira desenvolve-se pelas seguintes categorias: praticante de maquinista, maquinista de 2ª classe, maquinista de 1ª classe e maquinista-chefe. A bordo de uma embarcação, conforme a sua categoria e a potência dos sistemas propulsores daquela, um oficial maquinista pode exercer as funções de oficial de máquinas chefe de quarto, de segundo oficial de máquinas ou de chefe de máquinas.
Os profissionais do escalão da mestragem de máquinas, em Portugal, são designados "maquinistas práticos". A atual carreira de maquinista prático resulta da redesignação da antiga carreira de motorista prático e da extinção da antiga carreira de maquinista prático (especializada em máquinas a vapor). Assim, os atuais maquinistas práticos são certificados para a operação de motores de combustão interna e não de máquinas a vapor como os antigos maquinistas práticos.
Têm acesso à carreira de maquinista-prático os marinheiros-maquinistas, os mecânicos de bordo e os ajudantes de maquinista com, pelo menos, um ano de embarque em embarcações com máquinas propulsoras de potência superior a 250 kW. A sua carreira inclui as categorias de maquinista prático de 3ª classe, de maquinista prático de 2ª classe e de maquinista prático de 1ª classe. Conforme a categoria e a potência dos seus propulsores, numa embarcação propulsada a motores de combustão interna, os maquinistas-práticos podem desempenhar as funções de chefe de quarto de máquinas, de segundo de máquinas ou de chefe de máquinas. Os maquinistas práticos também podem auxiliar os oficiais de máquinas em navios de grande potência.
Os oficiais maquinistas e os maquinistas práticos são auxiliados nas suas funções por ajudantes de maquinistas, pertencentes ao escalão de marinhagem. As funções de ajudante de maquinista também podem ser desempenhadas por profissionais da categoria de marinheiro-maquinista, certificados tanto para o desempeenho destas funções como para as funções de marinheiro da secção do convés.
No Brasil, os aquaviários subalternos de máquinas são designados genericamente "condutores". Conforme o grupo profissional, existem os condutores de máquinas (marítimos), condutores maquinistas-motoristas fluviais (fluviários) e condutores-motoristas de pesca (pescadores).
Os oficiais de máquinas e os condutores dos vários grupos profissionais, no Brasil, são auxiliados por subalternos das profissões de marinheiro de máquinas, moço de máquinas, marinheiro auxiliar de máquinas, marinheiro fluvial de máquinas, marinheiro fluvial auxiliar de máquinas, motorista de pesca e aprendiz de pesca.

## Marinha de guerra
Nas marinhas de guerra, as funções de maquinista são desempenhadas, normalmente, por oficiais engenheiros, auxiliados por sargentos e praças das especialidades de máquinas.
Na Marinha Portuguesa, tradicionalmente, os oficiais de máquinas eram designados "maquinistas" e os sargentos eram designados "condutores de máquinas". Hoje em dia, as funções de oficial maquinista são desempenhadas pelos oficiais remanescentes da antiga Classe de Engenheiros Maquinistas Navais (em extinção, por cancelamento de novas admissões, desde 1990) e por oficiais do ramo de mecânica da nova Classe de Engenheiros Navais. 
Já as funções de condutores de máquinas eram desempenhadas na Marinha Portuguesa, até 2005, por sargentos e praças das classes de Condutores de Máquinas e de Maquinistas Navais. Nesse ano, as duas classes foram fundidas com a de eletricistas, dando origem à atual classe de eletromecânicos, cujos membros podem desempenhar tanto a função de eletricista como a de condutor de máquinas.
Na Marinha do Brasil, as funções de oficiais e condutores de máquinas são desempenhadas por oficiais do Corpo da Armada e por praças da especialidade de Máquinas.

## Transporte ferroviário

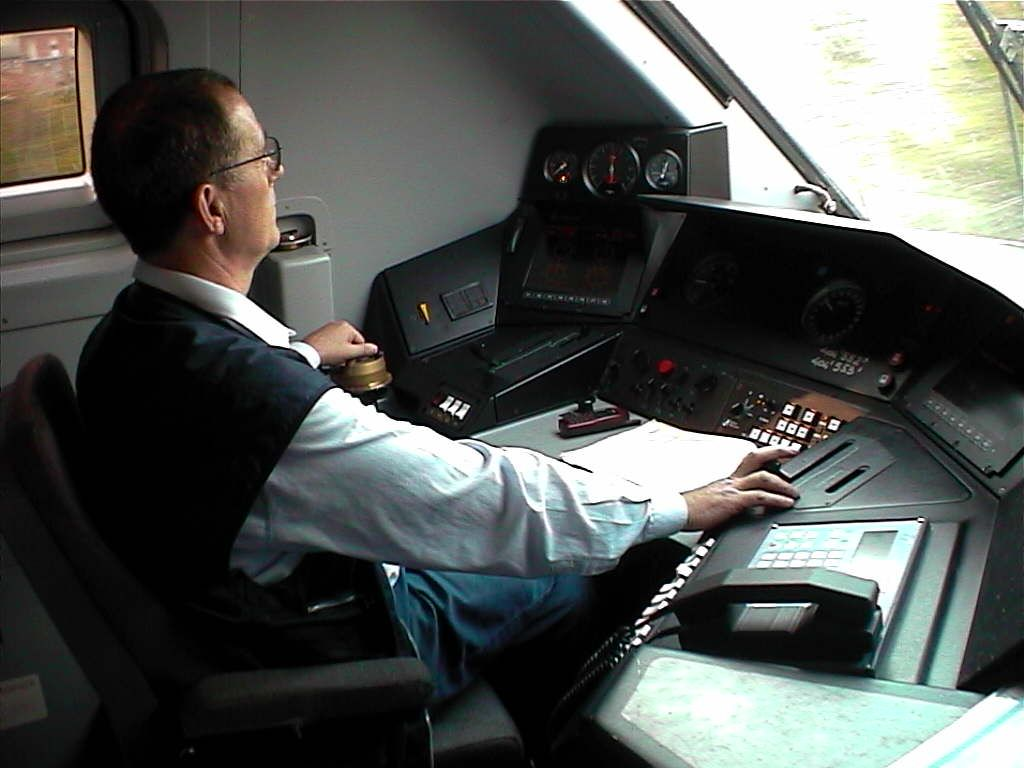
Maquinista de um comboio elétrico de alta velocidade ETR 500.

Os maquinistas são os profissionais ferroviários que se ocupam da condução de locomotivas e da operação geral dos comboios/trens.
Conforme a sua especialidade, um maquinista ferroviário pode conduzir locomotivas, automotoras e tratores de propulsão diesel, elétrica ou a vapor, bem como coordenar outros profissionais e executar tarefas similares. Um maquinista pode operar numa via férrea, metropolitano, tramway, VLT, funicular ou noutro sistema similar.
No âmbito da operação de locomotivas, automotoras e tratores ferroviários, um maquinista deverá conduzir os veículos atendendo aos regulamentos de circulação, sinalização, horário, características do material circulante, características da via e condições climatéricas. Entre as suas funções estão as da verificação dos níveis de combustível e lubrificantes, da verificação do diário técnico de bordo, verificação da existência de bandeiras, petardos, extintores, ambulância e lanternas de sinais, do acionamento da máquina e do seu ensaio após o arranque, a verificação do encosto do pantógrafo à catenária no caso de linha eletrificada, da monitorização da aparelhagem do posto de controlo, da verificação da passagem de pessoas e da sinalização da via para dar início à marcha depois de receber sinal para tal, da regulação da velocidade tendo em conta os vários fatores, da travagem antecipada da composição para paragem nas estações e apeadeiros previstos, da abertura e fecho de portas para entrada e saída de passageiros, da detecção, registro e comunicação das anomalias técnicas, da substituição ou reparação dos componentes avariados se possível, do engate e desengate das unidades da composição e do envio de pedidos de socorro em caso de necessidade.

## Em Portugal
Competência profissional geral relativa à carta de maquinista 
O quadro de formação geral dos maquinistas deve contemplar os seguintes objectivos: 
B.1 — Aquisição de conhecimentos: Das tecnologias ferroviárias, incluindo princípios sobre segurança e a filosofia que subjaz à regulamentação operacional; Dos riscos associados à exploração ferroviária e dos diversos meios a aplicar para os controlar; Dos princípios que orientam um ou vários modos de exploração ferroviária; Dos comboios, da sua composição e dos requisitos técnicos relativos às unidades de tracção, vagões, carruagens e outro material circulante. 
B.2 — O maquinista deve, em especial, ser capaz de: Entender as exigências específicas do desempenho de funções de condução de unidades motoras, a sua importância e exigências profissionais e pessoais; Aplicar as regras de segurança do pessoal; Identificar o material circulante; Conhecer e aplicar de forma precisa um método de trabalho; Identificar os documentos de referência e de aplicação, designadamente, manual de procedimentos e manual de linhas (tal como definidos na especificação técnica de interoperabilidade «Exploração»), manual de condução de unidades motoras e guia de reparações; «Especificações técnicas de interoperabilidade» ou «ETI» as especificações de que são objecto os subsistemas ou partes de subsistemas para satisfazerem os requisitos essenciais e garantirem a interoperabilidade dos sistemas ferroviários transeuropeus de alta velocidade e convencionais; Interiorizar comportamentos compatíveis com as responsabilidades cruciais em matéria de segurança; Conhecer os procedimentos aplicáveis aos acidentes com pessoas; Distinguir os riscos associados à exploração ferroviária em geral; Conhecer os princípios que regem a segurança da circulação; Aplicar princípios básicos da electrotécnica, quando necessário. ANEXO IV (a que se referem os artigos 10.º e 22.º) Conhecimentos e competência profissionais relativos ao material circulante No termo da formação específica sobre o material circulante, o maquinista deve ser capaz de desempenhar com êxito as seguintes funções: 
C.1 — Ensaios e verificações prescritos assentes antes da partida: O maquinista deve ser capaz de: Obter a documentação e os equipamentos necessários; Verificar as capacidades da unidade de tracção; Verificar as indicações que constam dos documentos a bordo da unidade de tracção; Certificar -se, efectuando as verificações e os testes previstos, de que a unidade de tracção está em condições de fornecer a tracção necessária e de que os dispositivos de segurança funcionam; Controlar a disponibilidade e o bom funcionamento dos equipamentos de protecção e de segurança prescritos aquando da entrega de uma locomotiva ou no início de uma viagem; Realizar quaisquer operações preventivas de manutenção, com carácter de rotina. 
C.2 — Conhecimento do material circulante: Para conduzir uma locomotiva, o maquinista deve conhecer todos os comandos e indicadores colocados à sua disposição, em especial os respeitantes à: Tracção; Frenagem; Segurança do tráfego. Para poder detectar e localizar uma anomalia no material circulante, comunicá -la e determinar o que é necessário para a reparar e, em certos casos, intervir, o maquinista deve conhecer: As estruturas mecânicas; O equipamento de suspensão e ligação; Diário da República, 1.ª série — N.º 85 — 3 de Maio de 2011 2523 Os órgãos de rolamento; O equipamento de segurança; Os reservatórios de combustível, os dispositivos de alimentação de combustível e os órgãos de escape; O significado da marcação, que figura no interior e no exterior do material circulante, nomeadamente os símbolos utilizados para o transporte de mercadorias perigosas; Os sistemas de registo da viagem; Os sistemas eléctricos e pneumáticos; Os órgãos de captação e circuitos de alta tensão; O equipamento de comunicação, designadamente, rádio de intercomunicação com um posto fixo; As disposições de viagem; Os elementos constitutivos do material circulante, as suas funções e os dispositivos específicos do material rebocado, designadamente, o sistema de paragem do comboio por ventilação da conduta do freio; O sistema de frenagem; Os elementos específicos das unidades de tracção; A cadeia de tracção, os motores e a transmissão. 
C.3 — Teste dos freios: O maquinista deve ser capaz de: Verificar e calcular, antes da partida, se a potência de frenagem do comboio corresponde à estipulada para a linha, tal como especificado nos documentos do veículo; Verificar o funcionamento dos vários componentes do sistema de freios da unidade de tracção e do comboio, conforme for adequado, antes da partida, no arranque e em andamento. 
C.4 — Modo de funcionamento e velocidade máxima do comboio em função das características da linha: O maquinista deve poder: Tomar conhecimento das informações que lhe são transmitidas antes da partida; Determinar o tipo de andamento e a velocidade limite do seu comboio em função de variáveis como, por exemplo, as limitações de velocidade, as condições climáticas ou eventuais alterações da sinalização. 
C.5 — Condução do comboio de forma a não degradar as instalações e o material: O maquinista deve poder: Utilizar todos os dispositivos de controlo à sua disposição, segundo as regras aplicáveis; Pôr o comboio em andamento tendo em conta as restri- ções de aderência e de potência; Utilizar o freio para o afrouxamento e a paragem, respeitando o material circulante e as instalações. 
C.6 — Anomalias: O maquinista deve: Poder estar atento às ocorrências anormais no comportamento do comboio; Ser capaz de inspeccionar o comboio e identificar os sinais de anomalias, diferenciá -los, reagir de acordo com a respectiva importância e tentar dar -lhes solução, privilegiando sempre a segurança do tráfego ferroviário e das pessoas; Conhecer os meios de protecção e de comunicação disponíveis. 
C.7 — Incidentes e acidentes de funcionamento, incêndios e acidentes com pessoas: Os maquinistas devem: Poder tomar medidas de protecção do comboio e pedir assistência em caso de acidente com pessoas a bordo; Poder determinar se o comboio transporta matérias perigosas e identificá -las com base nos documentos do comboio e nas listas de vagões; Conhecer os procedimentos relativos à evacuação de um comboio em caso de emergência. 
C.8 — Condições de rearranque após acidente com material circulante: Após um incidente, o maquinista deve poder avaliar se o veículo pode continuar a circular e em que condições, a fim de comunicar, assim que possível, essas condições ao gestor de infra -estrutura. Deve ainda ser capaz de determinar se é necessária a avaliação de um perito antes de o comboio prosseguir viagem. 
C.9 — Imobilização do comboio: O maquinista deve poder tomar medidas para garantir que o comboio ou partes dele não arranquem ou se movam inesperadamente, mesmo nas condições mais desfavorá- veis. Além disso, deve saber parar um comboio ou partes dele em caso de movimento inesperado. ANEXO V (a que se referem os artigos 10.º e 22.º) Conhecimentos e competência profissionais sobre as infra -estruturas Matérias relativas às infra -estruturas 
D.1 — Teste dos freios: O maquinista deve poder verificar e calcular, antes da partida, se a potência de frenagem do comboio corresponde à estipulada para a linha, tal como especificado nos documentos do veículo. 
D.2 — Tipo de andamento e velocidade máxima do comboio em função das características da linha: O maquinista deve poder: Tomar conhecimento das informações que lhe são transmitidas, designadamente as limitações de velocidade ou eventuais alterações da sinalização; Determinar o tipo de andamento e a velocidade limite do seu comboio em função das características da linha. 
D.3 — Conhecimento da linha: O maquinista deve poder prever problemas e reagir adequadamente em termos de segurança e outros desempenhos, designadamente, pontualidade e a economia. Deve, para tal, ter um bom conhecimento das linhas e das instalações ferroviárias percorridas e, eventualmente, dos itinerários alternativos acordados. Para efeitos do disposto no parágrafo anterior, são importantes os seguintes elementos: As condições operacionais, designadamente, mudanças de via e circulação em sentido único; A realização de um controlo do itinerário e a consulta dos documentos pertinentes; A identificação das vias utilizáveis para o tipo de circulação considerado; As regras de tráfico aplicáveis e o significado do sistema de sinalização; 2524 Diário da República, 1.ª série — N.º 85 — 3 de Maio de 2011 O regime de exploração; O tipo de cantonamento e a regulamentação associada; O nome, a posição e o reconhecimento à distância das estações e postos de sinalização, para adaptar a condução; A sinalização de transição entre diferentes sistemas de exploração ou de alimentação de energia; Os limites de velocidade para as diferentes categorias de comboios conduzidos; Os perfis topográficos; As condições específicas de frenagem, designadamente, em linhas de forte declive; Aspectos operacionais específicos, designadamente, sinais ou painéis especiais e condições de partida. 
D.4 — Regulamentação de segurança: O maquinista deve poder: Pôr os comboios em andamento apenas se estiverem preenchidas as condições regulamentares, designadamente, horário, ordem ou sinal de partida e abertura dos sinais quando tal for necessário; Respeitar a sinalização (lateral e na cabina), descodificá- -la sem hesitação nem erro e agir em conformidade; Circular em total segurança em conformidade com os modos de funcionamento específicos, designadamente, andamento especial de acordo com instruções, limitações temporárias de velocidade, circulação em sentido inverso, autorização de passagem de sinais fechados, manobras, viragens e circulação em troços em obras; Respeitar as paragens previstas ou suplementares e efectuar eventualmente operações suplementares aos passageiros durante essas paragens, designadamente, abertura e encerramento de portas. 
D.5 — Condução do comboio: O maquinista deve poder: Conhecer a todo o momento a posição do comboio na linha que percorre; Utilizar o freio para afrouxamento e paragem, respeitando o material circulante e as instalações; Adaptar o andamento do comboio tendo em conta o horário e eventuais instruções de poupança de energia, tendo em conta as características da unidade de tracção, do comboio, da linha e do ambiente. 
D.6 — Anomalias: O maquinista deve poder: Dar atenção, na medida em que a condução do comboio o permita, aos acontecimentos pouco comuns relativos à infra -estrutura e ao ambiente, designadamente, sinais, via, alimentação de energia, passagens de nível, área circundante da via e outro tráfego; Conhecer as distâncias específicas para evitar obs táculos; Avisar rapidamente o gestor de infra -estrutura sobre o local e a natureza das anomalias observadas, certificando- -se de a informação ter sido bem compreendida; Tendo em conta a infra -estrutura, garantir ou tomar medidas para garantir a segurança do tráfego e das pessoas, sempre que tal seja necessário. 
D.7 — Incidentes e acidentes de funcionamento, incêndios e acidentes com pessoas: O maquinista deve poder: Tomar medidas de protecção do comboio e pedir assistência em caso de acidente com pessoas; Determinar o ponto de paragem do comboio em caso de incêndio e, se necessário, facilitar a evacuação dos passageiros; Prestar informações úteis sobre o incêndio, logo que possível, se não o puder controlar; Comunicar essas condições o mais rapidamente possível ao gestor de infra -estrutura; Avaliar se a infra -estrutura permite ao veículo continuar a circular e em que condições. 
D.8 — Testes linguísticos: Os maquinistas que tenham de comunicar com o gestor da infraestrutura sobre questões críticas de segurança possuem capacidades linguísticas na língua indicada pelo gestor da infraestrutura. A capacidade linguística permite comunicar activa e eficazmente em situações de rotina, difíceis e de emergência. Os maquinistas utilizam as mensagens e o método de comunicação especificado na ETI «Exploração», correspondendo a comunicação ao nível 3 da seguinte tabela: A qualificação oral numa língua pode ser dividida em cinco níveis, com as respectivas descrições: 
Nível 5: Pode adaptar a maneira de falar a qualquer interlocutor; Pode apresentar uma opinião; Pode negociar; Pode persuadir; Pode aconselhar; 
Nível 4: Pode suportar situações totalmente imprevistas; Pode fazer suposições; Pode exprimir um parecer fundamentado; 
Nível 3: Pode fazer face a situações práticas que envolvam um elemento imprevisível; Pode descrever; Pode manter uma conversa simples; 
Nível 2: Pode fazer face a situações práticas simples; Pode fazer perguntas; Pode dar respostas; 
Nível 1: Pode falar utilizando frases memorizadas.